# Yukinari Sugawara
Yukinari Sugawara (菅原 由勢?, Sugawara Yukinari; Toyokawa, 28 giugno 2000) è un calciatore giapponese, difensore del Southampton e della nazionale giapponese.

## Caratteristiche tecniche
È un terzino destro.

## Carriera

### Club
Emerso tra le file del Nagoya Grampus, nell'estate del 2019 viene preso in prestito dall'AZ Alkmaar che lo riscatta nel febbraio 2020.
Il 14 luglio 2024 viene acquistato dal Southampton.

### Nazionale
Con la nazionale Under-20 giapponese ha preso parte al Mondiale di categoria del 2019.
Dopo avere rappresentato le selezioni giovanili nipponiche, il 1º ottobre 2020 riceve la sua prima convocazione con la nazionale maggiore giapponese, con cui debutta otto giorni dopo in amichevole contro il Camerun.
Il 20 maggio 2021 viene convocato dalla nazionale olimpica in vista delle Olimpiadi di Tokyo.
Il 21 novembre 2023 realizza il suo primo gol per la nazionale maggiore nel successo per 5-0 contro la Siria.
Il 1º gennaio 2024 viene convocato per la Coppa d'Asia 2023, manifestazione in cui scende in campo in due occasioni.

## Statistiche

### Presenze e reti nei club
Statistiche aggiornate al 20 giugno 2024.
| Stagione               | Squadra                | Campionato             | Campionato | Campionato | Coppa nazionale | Coppa nazionale | Coppa nazionale | Coppe continentali | Coppe continentali | Coppe continentali | Altre coppe | Altre coppe | Altre coppe | Totale | Totale |
| Stagione               | Squadra                | Comp                   | Pres       | Reti       | Comp            | Pres            | Reti            | Comp               | Pres               | Reti               | Comp        | Pres        | Reti        | Pres   | Reti   |
| ---------------------- | ---------------------- | ---------------------- | ---------- | ---------- | --------------- | --------------- | --------------- | ------------------ | ------------------ | ------------------ | ----------- | ----------- | ----------- | ------ | ------ |
| 2018                   | Nagoya Grampus         | J1                     | 13         | 0          | CdL+CI          | 4+2             | 0               | -                  | -                  | -                  | -           | -           | -           | 19     | 0      |
| gen.-giu. 2019         | Nagoya Grampus         | J1                     | 0          | 0          | CdL+CI          | 6+0             | 0               | -                  | -                  | -                  | -           | -           | -           | 6      | 0      |
| Totale Nagoya Grampus  | Totale Nagoya Grampus  | Totale Nagoya Grampus  | 13         | 0          |                 | 12              | 0               |                    | -                  | -                  |             | -           | -           | 25     | 0      |
| 2019-2020              | Jong AZ Alkmaar        | 1D                     | 7          | 0          | -               | -               | -               | -                  | -                  | -                  | -           | -           | -           | 7      | 0      |
| 2020-2021              | Jong AZ Alkmaar        | 1D                     | 5          | 1          | -               | -               | -               | -                  | -                  | -                  | -           | -           | -           | 5      | 1      |
| Totale Jong AZ Alkmaar | Totale Jong AZ Alkmaar | Totale Jong AZ Alkmaar | 12         | 1          |                 | -               | -               |                    | -                  | -                  |             | -           | -           | 12     | 1      |
| 2019-2020              | AZ Alkmaar             | ED                     | 16         | 2          | CO              | 1               | 0               | UEL                | 11                 | 1                  | -           | -           | -           | 28     | 3      |
| 2020-2021              | AZ Alkmaar             | ED                     | 25         | 2          | CO              | 1               | 0               | UCL+UEL            | 2+3                | 0                  | -           | -           | -           | 31     | 2      |
| 2021-2022              | AZ Alkmaar             | ED                     | 33+3       | 1+0        | CO              | 4               | 0               | UEL+UECL           | 2+8                | 0                  | -           | -           | -           | 50     | 1      |
| 2022-2023              | AZ Alkmaar             | ED                     | 31         | 3          | CO              | 2               | 0               | UECL               | 14                 | 1                  | -           | -           | -           | 47     | 4      |
| 2023-2024              | AZ Alkmaar             | ED                     | 30         | 4          | CO              | 2               | 0               | UECL               | 10                 | 0                  | -           | -           | -           | 42     | 4      |
| Totale AZ Alkmaar      | Totale AZ Alkmaar      | Totale AZ Alkmaar      | 135+3      | 12         |                 | 10              | 0               |                    | 50                 | 2                  |             | -           | -           | 198    | 14     |
| Totale carriera        | Totale carriera        | Totale carriera        | 163        | 13         |                 | 22              | 0               |                    | 50                 | 2                  |             | -           | -           | 235    | 15     |

### Cronologia presenze e reti in nazionale
| Cronologia completa delle presenze e delle reti in nazionale ― Giappone | Cronologia completa delle presenze e delle reti in nazionale ― Giappone | Cronologia completa delle presenze e delle reti in nazionale ― Giappone | Cronologia completa delle presenze e delle reti in nazionale ― Giappone | Cronologia completa delle presenze e delle reti in nazionale ― Giappone | Cronologia completa delle presenze e delle reti in nazionale ― Giappone | Cronologia completa delle presenze e delle reti in nazionale ― Giappone | Cronologia completa delle presenze e delle reti in nazionale ― Giappone |
| Data                                                                    | Città                                                                   | In casa                                                                 | Risultato                                                               | Ospiti                                                                  | Competizione                                                            | Reti                                                                    | Note                                                                    |
| ----------------------------------------------------------------------- | ----------------------------------------------------------------------- | ----------------------------------------------------------------------- | ----------------------------------------------------------------------- | ----------------------------------------------------------------------- | ----------------------------------------------------------------------- | ----------------------------------------------------------------------- | ----------------------------------------------------------------------- |
| 9-10-2020                                                               | Utrecht                                                                 | Giappone                                                                | 0 – 0                                                                   | Camerun                                                                 | Amichevole                                                              | -                                                                       | 86’                                                                     |
| 24-3-2023                                                               | Tokyo                                                                   | Giappone                                                                | 1 – 1                                                                   | Uruguay                                                                 | Amichevole                                                              | -                                                                       | 89’                                                                     |
| 28-3-2023                                                               | Ōsaka                                                                   | Giappone                                                                | 1 – 2                                                                   | Colombia                                                                | Amichevole                                                              | -                                                                       | 31’                                                                     |
| 15-6-2023                                                               | Toyota                                                                  | Giappone                                                                | 6 – 0                                                                   | El Salvador                                                             | Amichevole                                                              | -                                                                       | 46’                                                                     |
| 20-6-2023                                                               | Suita                                                                   | Giappone                                                                | 4 – 1                                                                   | Perù                                                                    | Amichevole                                                              | -                                                                       | 60’                                                                     |
| 9-9-2023                                                                | Wolfsburg                                                               | Germania                                                                | 1 – 4                                                                   | Giappone                                                                | Amichevole                                                              | -                                                                       | 84’                                                                     |
| 17-10-2023                                                              | Kōbe                                                                    | Giappone                                                                | 2 – 0                                                                   | Tunisia                                                                 | Amichevole                                                              | -                                                                       |                                                                         |
| 21-11-2023                                                              | Gedda                                                                   | Siria                                                                   | 0 – 5                                                                   | Giappone                                                                | Qual. Mondiali 2026                                                     | 1                                                                       |                                                                         |
| 1-1-2024                                                                | Tokyo                                                                   | Giappone                                                                | 5 – 0                                                                   | Thailandia                                                              | Amichevole                                                              | -                                                                       | 78’                                                                     |
| 14-1-2024                                                               | Doha                                                                    | Giappone                                                                | 4 – 2                                                                   | Vietnam                                                                 | Coppa d'Asia 2023 - 1º turno                                            | -                                                                       | 32’ 77’                                                                 |
| 19-1-2024                                                               | Al Rayyan                                                               | Iraq                                                                    | 2 – 1                                                                   | Giappone                                                                | Coppa d'Asia 2023 - 1º turno                                            | -                                                                       |                                                                         |
| 21-3-2024                                                               | Tokyo                                                                   | Giappone                                                                | 1 – 0                                                                   | Corea del Nord                                                          | Qual. Mondiali 2026                                                     | -                                                                       | 74’                                                                     |
| 6-6-2024                                                                | Yangon                                                                  | Birmania                                                                | 0 – 5                                                                   | Giappone                                                                | Qual. Mondiali 2026                                                     | -                                                                       | 62’                                                                     |
| 15-11-2024                                                              | Giacarta                                                                | Indonesia                                                               | 0 – 4                                                                   | Giappone                                                                | Qual. Mondiali 2026                                                     | 1                                                                       | 62’                                                                     |
| 25-3-2025                                                               | Saitama                                                                 | Giappone                                                                | 0 – 0                                                                   | Arabia Saudita                                                          | Qual. Mondiali 2026                                                     | -                                                                       | 62’                                                                     |
| Totale                                                                  |                                                                         | Presenze                                                                | 15                                                                      |                                                                         | Reti                                                                    | 2                                                                       |                                                                         |

| Cronologia completa delle presenze e delle reti in nazionale ― Giappone under 23 | Cronologia completa delle presenze e delle reti in nazionale ― Giappone under 23 | Cronologia completa delle presenze e delle reti in nazionale ― Giappone under 23 | Cronologia completa delle presenze e delle reti in nazionale ― Giappone under 23 | Cronologia completa delle presenze e delle reti in nazionale ― Giappone under 23 | Cronologia completa delle presenze e delle reti in nazionale ― Giappone under 23 | Cronologia completa delle presenze e delle reti in nazionale ― Giappone under 23 | Cronologia completa delle presenze e delle reti in nazionale ― Giappone under 23 |
| Data                                                                             | Città                                                                            | In casa                                                                          | Risultato                                                                        | Ospiti                                                                           | Competizione                                                                     | Reti                                                                             | Note                                                                             |
| -------------------------------------------------------------------------------- | -------------------------------------------------------------------------------- | -------------------------------------------------------------------------------- | -------------------------------------------------------------------------------- | -------------------------------------------------------------------------------- | -------------------------------------------------------------------------------- | -------------------------------------------------------------------------------- | -------------------------------------------------------------------------------- |
| 14-10-2019                                                                       | Recife                                                                           | Brasile under 23                                                                 | 2 – 3                                                                            | Giappone under 23                                                                | Amichevole                                                                       | -                                                                                | 87’                                                                              |
| 17-11-2019                                                                       | Hiroshima                                                                        | Giappone under 23                                                                | 0 – 2                                                                            | Colombia under 23                                                                | Amichevole                                                                       | -                                                                                |                                                                                  |
| 26-3-2021                                                                        | Chōfu                                                                            | Giappone under 23                                                                | 0 – 1                                                                            | Argentina under 23                                                               | Amichevole                                                                       | -                                                                                |                                                                                  |
| Totale                                                                           |                                                                                  | Presenze                                                                         | 3                                                                                |                                                                                  | Reti                                                                             | 0                                                                                |                                                                                  |

| Cronologia completa delle presenze e delle reti in nazionale ― Giappone under 20 | Cronologia completa delle presenze e delle reti in nazionale ― Giappone under 20 | Cronologia completa delle presenze e delle reti in nazionale ― Giappone under 20 | Cronologia completa delle presenze e delle reti in nazionale ― Giappone under 20 | Cronologia completa delle presenze e delle reti in nazionale ― Giappone under 20 | Cronologia completa delle presenze e delle reti in nazionale ― Giappone under 20 | Cronologia completa delle presenze e delle reti in nazionale ― Giappone under 20 | Cronologia completa delle presenze e delle reti in nazionale ― Giappone under 20 |
| Data                                                                             | Città                                                                            | In casa                                                                          | Risultato                                                                        | Ospiti                                                                           | Competizione                                                                     | Reti                                                                             | Note                                                                             |
| -------------------------------------------------------------------------------- | -------------------------------------------------------------------------------- | -------------------------------------------------------------------------------- | -------------------------------------------------------------------------------- | -------------------------------------------------------------------------------- | -------------------------------------------------------------------------------- | -------------------------------------------------------------------------------- | -------------------------------------------------------------------------------- |
| 2-2-2018                                                                         | Maspalomas                                                                       | Spagna under 20                                                                  | 2 – 0                                                                            | Giappone under 20                                                                | Amichevole                                                                       | -                                                                                |                                                                                  |
| 16-8-2018                                                                        | Fujieda                                                                          | Giappone under 20                                                                | 1 – 0                                                                            | Australia under 20                                                               | Amichevole                                                                       | -                                                                                | cap.                                                                             |
| 19-8-2018                                                                        | Shizuoka                                                                         | Giappone under 20                                                                | 1 – 2                                                                            | Paraguay under 20                                                                | Amichevole                                                                       | -                                                                                |                                                                                  |
| 3-9-2018                                                                         | Narashino                                                                        | Giappone under 20                                                                | 2 – 0                                                                            | Vietnam under 20                                                                 | Amichevole                                                                       | 1                                                                                |                                                                                  |
| 7-9-2018                                                                         | Città del Messico                                                                | Messico under 20                                                                 | 1 – 1                                                                            | Giappone under 20                                                                | Amichevole                                                                       | -                                                                                | 46’                                                                              |
| 9-9-2018                                                                         | Città del Messico                                                                | Brasile under 20                                                                 | 1 – 1                                                                            | Giappone under 20                                                                | Amichevole                                                                       | -                                                                                |                                                                                  |
| 19-10-2018                                                                       | Cibinong                                                                         | Giappone under 20                                                                | 5 – 2                                                                            | Corea del Nord under 20                                                          | Coppa d'Asia AFC Under-19 2018                                                   | -                                                                                |                                                                                  |
| 25-10-2018                                                                       | Cibinong                                                                         | Giappone under 20                                                                | 5 – 0                                                                            | Iraq under 20                                                                    | Coppa d'Asia AFC Under-19 2018                                                   | -                                                                                | 60’                                                                              |
| 28-10-2018                                                                       | Giacarta                                                                         | Giappone under 20                                                                | 2 – 0                                                                            | Indonesia under 20                                                               | Coppa d'Asia AFC Under-19 2018                                                   | -                                                                                |                                                                                  |
| 21-3-2019                                                                        | Łódź                                                                             | Polonia under 20                                                                 | 4 – 1                                                                            | Giappone under 20                                                                | Amichevole                                                                       | -                                                                                |                                                                                  |
| 23-3-2019                                                                        | San Pedro del Pinatar                                                            | Argentina under 20                                                               | 1 – 0                                                                            | Giappone under 20                                                                | Amichevole                                                                       | -                                                                                |                                                                                  |
| 25-3-2019                                                                        | San Pedro del Pinatar                                                            | Stati Uniti under 20                                                             | 2 – 1                                                                            | Giappone under 20                                                                | Amichevole                                                                       | -                                                                                | 60’                                                                              |
| 23-5-2019                                                                        | Bydgoszcz                                                                        | Giappone under 20                                                                | 1 – 1                                                                            | Ecuador under 20                                                                 | Mondiali Under-20 2019 - 1º turno                                                | -                                                                                | 78’                                                                              |
| 26-5-2019                                                                        | Gdynia                                                                           | Messico under 20                                                                 | 0 – 3                                                                            | Giappone under 20                                                                | Mondiali Under-20 2019 - 1º turno                                                | -                                                                                |                                                                                  |
| 29-5-2019                                                                        | Bydgoszcz                                                                        | Italia under 20                                                                  | 0 – 0                                                                            | Giappone under 20                                                                | Mondiali Under-20 2019 - 1º turno                                                | -                                                                                |                                                                                  |
| 4-6-2019                                                                         | Lublino                                                                          | Giappone under 20                                                                | 0 – 1                                                                            | Corea del Sud under 20                                                           | Mondiali Under-20 2019 - Ottavi di finale                                        | -                                                                                |                                                                                  |
| Totale                                                                           |                                                                                  | Presenze                                                                         | 16                                                                               |                                                                                  | Reti                                                                             | 1                                                                                |                                                                                  |